# Elliot Tiber
Elliot Tiber (15 de abril de 1935 - 03 de agosto de 2016) foi um artista e escritor estadunidense. Ele foi um dos responsáveis pela realização do Festival de Woodstock na cidade de Bethel, Estados Unidos, em 1969. O evento estava prestes a ser cancelado, pois os produtores haviam perdido a licença para o Festival. Elliot forneceu o hotel que havia herdado da família — o hotel El Monaco — e intermediou o aluguel da fazenda onde foi realizado o evento.
Sua autobiografia, Taking Woodstock, foi adaptada para o cinema em um filme pelo diretor Ang Lee em 2009, ano do quadragésimo aniversário do Festival.